# Дворец Вильгельмсхёэ
Дворец Вильгельмсхёэ (нем. Schloss Wilhelmshöhe; Schloss – замок, Höhe — холм, вершина) — дворец ландграфов Гессен-Кассельских, находящийся на территории Горного парка Вильгельмсхёэ в гессенском городе Кассель, в Германии. Во дворце расположен художественный музей, включающий собрание памятников античной культуры и галерею полотен старых мастеров. 
Ландграфский дворец расположен в кассельском районе Бад-Вильгельмсхёэ, в нижней части Горного парка Вильгельмсхёэ, на высоте в 285 метров, на одной линии с монументальной статуей Геркулеса. Эта линия делит парк на две равные части и продолжается в аллее Вильгельмхёэ, уходящей в центральную часть Касселя.
Официальный сайт музея

## История
На месте нынешнего дворца в XII столетии находилось аббатство августинцев, а позднее — женский монастырь того же ордена. В период Реформации эта территория была секуляризирована гессенским ландграфом Филиппом I, использовавшим здание как охотничий замок. Его внук, ландграф Мориц, в 1606—1610 годах строит на его месте новый замок.
Нынешнее здание было построено в 1786—1798 годах в стиле палладианского классицизма по проекту архитекторов Симона-Луи де Рю и Генриха-Кристофа Юссова, согласно указанию ландграфа, а затем курфюрста Гессен-Касселя Вильгельма I: откуда его современное название.
Дворец представляет собой здание с тремя флигелями, построенное по типу некоторых аналогичных парковых дворцов Англии. Во время наполеоновского господства в Германии в 1806—1813 годах дворец служил резиденцией королю Вестфалии Жерому Бонапарту. В это время дворец ещё мальчиком посещал Шарль-Луи-Наполеон Бонапарт, племянник Жерома и будущий император Франции Наполеон III, содержавшийся здесь через много лет в заключении после пленения во время франко-прусской войны после битвы под Седаном. Наполеон III находился во дворце Вильгельмсхёэ с 5 сентября 1870 по 19 марта 1871, и отсюда отправился в изгнание в Великобританию. 30 октября 1870 его здесь навестила императрица Евгения де Монтихо.
С 1891 по 1918 годы дворец Вильгельмсхёэ являлся официальной резиденцией императорской семьи. Однако он служил прибежищем и для самого императора Вильгельма II во время каких-либо серьёзных семейных или политических кризисов. В 1918—19 годах здесь размещалось Высшее военное командование Германии.
В феврале 1945 во время бомбардировок здания британской авиацией дворец Вильгельмсхёэ был сильно повреждён. Восстановление проводилось с 1961 года под руководством архитектора Пауля Фридриха Позененске. В мае 1970, во время встречи руководителей ГДР и ФРГ, дворец использовался как пресс-центр. В 1980 его посетил во время своего визита в ФРГ президент Франции Валери Жискар д'Эстен.

## Музей
В период с 1948 по 1976 год во дворце располагался Немецкий музей обоев и обивки. В центральном здании ныне находятся следующие коллекции:
- Античное собрание;
- Картинная галерея «старых мастеров» — в первую очередь произведения голландской и фламандской живописи эпохи барокко (произведения Рембрандта, Ф. Гальса, Рубенса и др.), а также картины старонемецких, итальянских и испанских художников;
- Кабинет графики.

В музее также организуются тематические художественные выставки.